# Mesene speculum
Mesene speculum är en fjärilsart som beskrevs av Adalbert Seitz 1917. Mesene speculum ingår i släktet Mesene och familjen Riodinidae. Inga underarter finns listade i Catalogue of Life.